# Jean Breuer

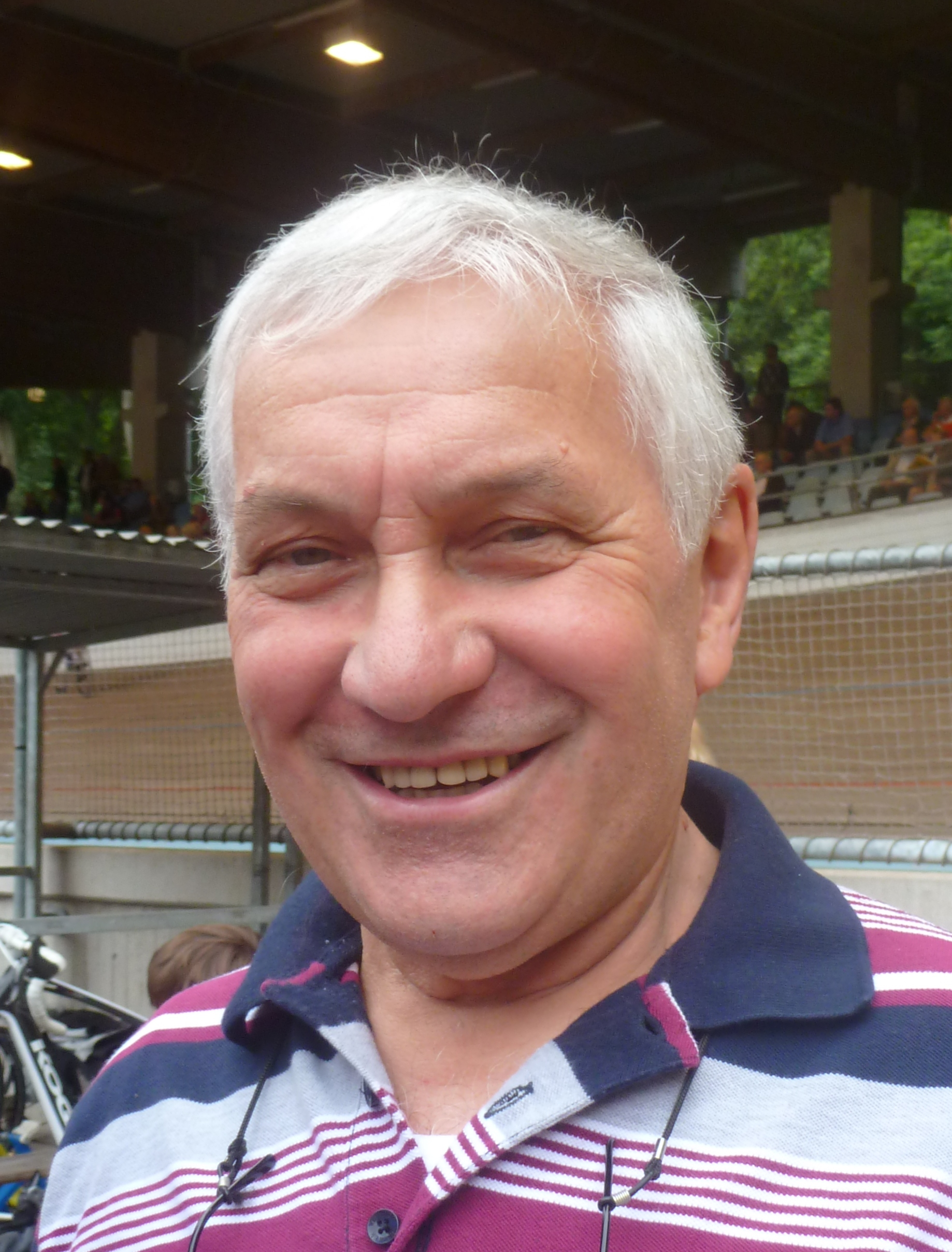
Jean Breuer (2011)

Johannes „Jean“ Breuer (* 1. März 1938 in Hürth; † 12. April 2025) war ein deutscher Radrennfahrer. 1974 wurde er Weltmeister im Steherrennen.

## Sportliche Karriere

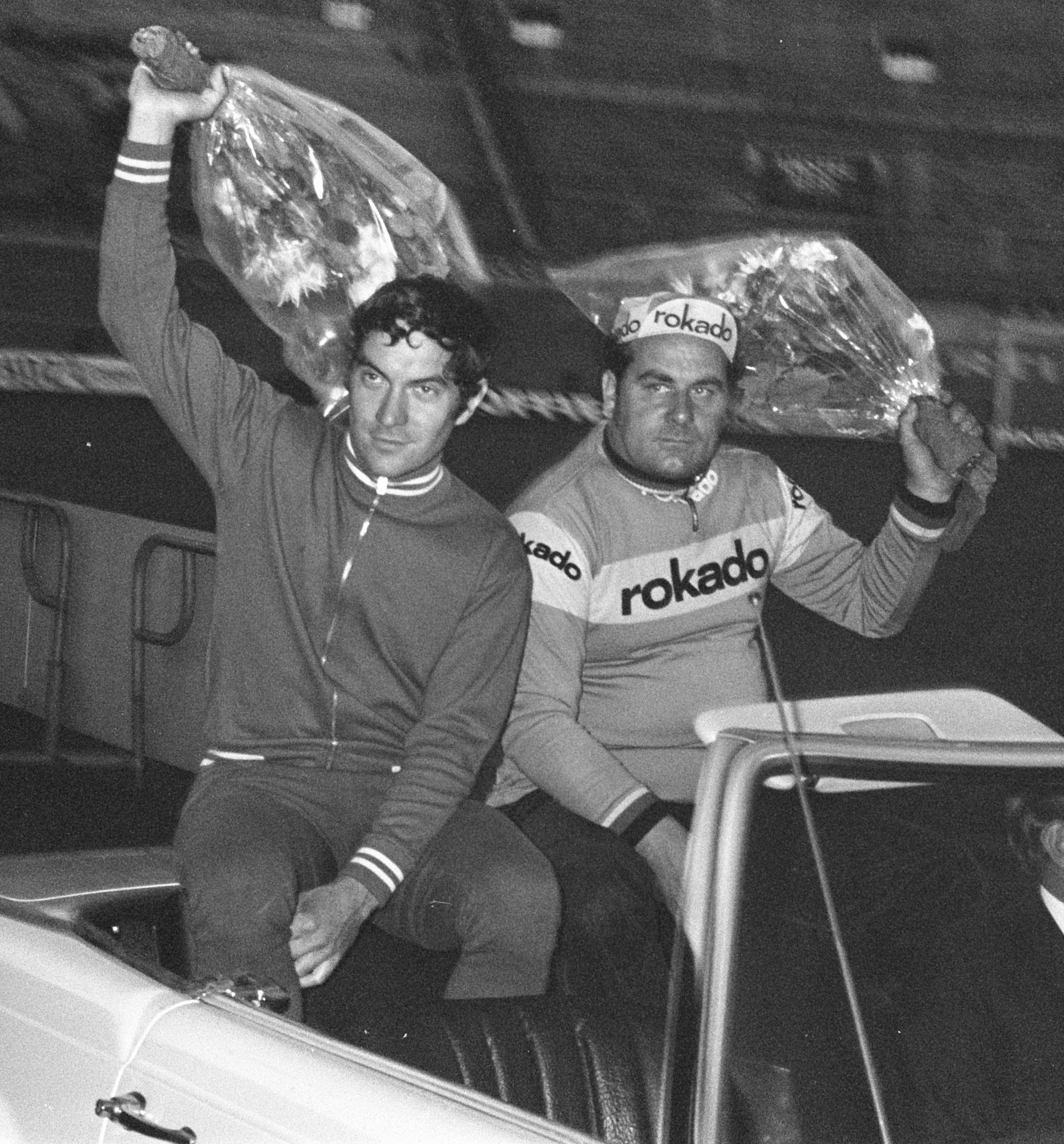
Jean Breuer (links) und sein Schrittmacher Noppie Koch, 1972

Von Jugend an startete Jean Breuer, der im Hürther Stadtbezirk Efferen geboren wurde, für die RSG 1919 Hürth. Seine Heimatbahn war die Radrennbahn Hürth. Sechsmal wurde er Westdeutscher Stehermeister. Bei den Bahnradsport-Weltmeisterschaften 1972 in Marseille belegte Jean Breuer im Steherrennen der Amateure den zweiten Platz hinter seinem Landsmann Horst Gnas. Zwei Jahre später wurde er bei der Bahn-WM 1974 in Montreal Weltmeister, geführt von Dieter Durst. 1982 belegte er bei der deutschen Steher-Meisterschaft der Amateure den dritten Platz, geführt von Christian Dippel. Er war 17 Jahre lang Mitglied der deutschen Steher-Nationalmannschaft unter Gustav Kilian und bestritt mit ihr 41 Länderkämpfe. Von 1969 bis zum Ende der Hürther Bahn 1990 war er Mitorganisator von jährlich drei Steherrennen dort. 1997 errang er als 59-Jähriger seinen letzten Sieg. Als er 1999 seine Karriere als Aktiver beendete, hatte er an rund 1100 Rennen mit 185 ersten und etwa 560 zweiten oder dritten Plätzen teilgenommen.
Jean Breuer war weiterhin in seinem Verein als Vorsitzender aktiv und organisierte Steherrennen auf der Albert-Richter-Bahn im Radstadion Köln.

## Ehrungen
Jean Breuer erhielt das Silberne Lorbeerblatt und die Goldene Leistungsnadel des Bundes Deutscher Radfahrer.

## Beruf und Familie
„Schäng“  Breuer machte eine Lehre als Betriebsschlosser und Mess- und Regelmechaniker und arbeitete als Obermonteur im Rohrleitungsbau. Er war Vater des Radrennfahrers Christoph Breuer (* 1983) und Großvater des Radrennfahrers Hans Pirius (* 1992), der bei den deutschen Bahn-Radmeisterschaften 2011 drei Junioren-Titel gewann: im Punktefahren, in der Mannschaftsverfolgung sowie im Zweier-Mannschaftsfahren. Dessen Vater, Jean Breuers Schwiegersohn Hans Pirius, fuhr ebenfalls Steherrennen.